# 1881
Évszázadok: 18. század – 19. század – 20. század
Évtizedek: 1830-as évek – 1840-es évek – 1850-es évek – 1860-as évek – 1870-es évek – 1880-as évek – 1890-es évek – 1900-as évek – 1910-es évek – 1920-as évek – 1930-as évek
Évek: 1876 – 1877 – 1878 – 1879 –  1880 – 1881 – 1882 – 1883 – 1884 – 1885 – 1886

## Események
- március 4. – Beiktatják az Amerikai Egyesült Államok elnöki tisztségébe James A. Garfieldot.
- március 12. – Tunéziát elfoglalja Franciaország, ezzel tovább növeli gyarmatbirodalmát.
- április 5. – A Dél-afrikai Köztársaság visszanyeri belső függetlenségét, de Nagy-Britannia szuverenitása alatt.
- május 1. – Budapesten, a Fürdő utca 1.-ben Puskás Tivadar üzembe helyezi Magyarország első telefonközpontját. [1]
- május 16. – Megalakul a magyarországi Vörös Kereszt Egylet, teljes nevén a Magyar Szent Korona Országainak Vörös-Kereszt Egylete.[2]
- július 2. – A washingtoni vasútállomáson egy merénylő lelövi James A. Garfieldot, az Egyesült Államok 20. elnökét.
- szeptember 19. – Garfield halála után az Egyesült Államok új elnöke Chester A. Arthur.
- november 20.– Elhelyezik a második szegedi Szent Rozália-kápolna alapkövét.

## Az év témái

### 1881 a tudományban
- május 1. 25 előfizetővel megkezdi működését Budapesten az első nyilvános telefonközpont.

## Születések
- január 4. – Haám Artúr magyar földbirtokos, politikus, országgyűlési képviselő († 1957)
- január 5.
  - Gulyás Pál irodalomtörténész, könyvtáros († 1963)
  - Fáy István magyar jogász, szolgabíró, főispán, közoktatásügyi államtitkár († 1953)
- január 17.
  - Mátéffy Viktor magyar katolikus pap, pápai prelátus, országgyűlési képviselő († 1948)
  - Oláh Gábor magyar költő, író († 1942)
- január 29. – Pásztor János szobrászművész († 1945)
- február 3. – Galamb József gépészmérnök, a Ford-T tervezője († 1955)
- február 4. – Kliment Jefremovics Vorosilov szovjet marsall († 1969)
- február 24. – Gönczy Lajos olimpiai bronzérmes atléta, magasugró († 1914)
- március 12. – Mustafa Kemal Atatürk török katonatiszt, államférfi († 1938)
- március 13. – Kiss Lajos néprajzkutató († 1965)
- március 15. – Börtsök Samu festőművész († 1931)
- március 23. – Roger Martin du Gard Nobel-díjas francia író († 1958)
- március 25. – Bartók Béla, zeneszerző († 1945)
- április 27. – Esterházy Móric magyar arisztokrata, politikus, miniszterelnök († 1960)
- május 11. – Kármán Tódor gépészmérnök, az aerodinamika és az űrkutatás kiemelkedő alakja († 1963)
- május 17. – Jakabffy Elemér erdélyi magyar politikus, az Országos Magyar Párt 1922–1938 közötti alelnöke, publicista, az MTA tagja († 1963)
- május 22. – Gürtler Dénes esperes-plébános, felvidéki magyar politikus, magyarországi országgyűlési képviselő († 1944)
- június 23. – Geyer Stefi hegedűművésznő († 1956)
- június 27. – Ferenczy Tibor magyar rendőrtiszt, országgyűlési képviselő († 1943)
- július 11.
  - Jan Szembek lengyel diplomata, nagykövet († 1945)
  - Zerkovitz Béla zeneszerző († 1948)
- augusztus 6. – Alexander Fleming Nobel-díjas angol orvos († 1955)
- augusztus 8. – Ewald von Kleist német tábornagy († 1954)
- szeptember 7. – Inántsy-Pap Elemér magyar ügyvéd, kincstári ügyész, miniszteri osztályfőnök, országgyűlési képviselő († 1964)
- október 4. – Walther von Brauchitsch német katonatiszt, tábornagy († 1948)
- október 8. – Vincenzo Peruggia olasz szobafestő. Nevezetességét annak köszönheti, hogy ő lopta el 1911. augusztus 21-én a Mona Lisát, Leonardo da Vinci festményét a párizsi Louvre-ból († 1947)
- október 13. – Csathó Kálmán író, rendező († 1964)
- október 22. – Clinton Davisson Nobel-díjas amerikai fizikus († 1958)
- október 25. – Pablo Picasso festő († 1973)
- október 26. – Farkas Jenő gépészmérnök, járműtervező († 1963)
- november 8. – Herbert Austin angol mérnök, az Austin Motor Company megalapítója († 1941)
- november 18. – Rátkai Márton Kossuth-díjas magyar színész († 1951)
- november 19. – Márkus László magyar rendező, díszlet- és jelmeztervező, kritikus, drámaíró († 1948)
- november 22. – Révay József Baumgarten-díjas magyar író, irodalomtörténész, műfordító, klasszika-filológus, egyetemi tanár († 1970)
- november 22. – Enver pasa oszmán katonatiszt, az ifjútörökök vezetője, az első Balkán-háború és az első világháború alatt a birodalom irányító egyénisége († 1922)
- november 25. – Angelo Giuseppe Roncalli, a későbbi XXIII. János pápa († 1963)[3]
- november 28. – Stefan Zweig osztrák író, költő († 1942)
- december 26. – Werth Henrik magyar katonatiszt, a Magyar Királyi Honvédség vezérkari főnöke († 1952)

## Halálozások
- február 9. – Fjodor Mihajlovics Dosztojevszkij orosz író (* 1821)
- március 3. – Karl Fjodorovics Kessler német-orosz zoológus és taxon alkotó (* 1815)
- március 13. – II. Sándor orosz cár[4]
- március 28. – Modeszt Petrovics Muszorgszkij orosz zeneszerző (* 1839)
- április 10. – Ihász Dániel honvéd ezredes (* 1813)
- április 24. – Alexander von Krobatin fiai is a katonai pályára léptek (* 1849)
- április 27. – Benedek Lajos császári és királyi táborszernagy (* 1804)
- május 31. – Gorove István politikus, közgazdász (* 1819)
- június 27. – Csitári Kálmán gyógyszerész, újságíró (* 1842)
- július 1. – Rudolf Hermann Lotze német filozófus (* 1817)
- július 14. – Billy, a Kölyök Hírhedt amerikai törvényenkívüli (* 1859)
- július 15. – Carl Maria von Bocklet(wd) osztrák zeneszerző, zongoraművész (* 1801)
- szeptember 19. – James A. Garfield, az Egyesült Államok elnöke (* 1831)
- november 20. – Dux Adolf bölcsészdoktor, a Kisfaludy Társaság tagja (* 1822)
- december 24. – Babarczy Imre (* 1818)